# کلوور (مانگا)
کلوور (به ژاپنی: クローバー Kurōbā) یک مجموعه مانگای ژاپنی است که توسط تیم مانگاکاهای زن کلمپ نوشته و مصورسازی شده است. داستان مانگا در آینده‌ای پادآرمان‌شهر روایت می‌شود، جایی که دولت به دنبال کنترل کلوورها، نژادی از کودکان دارای قدرت‌های ویژه است. این مجموعه توسط انتشارات کودانشا از سال ۱۹۹۷ در ماهنامه آمی به چاپ می‌رسید تا اینکه در سال ۱۹۹۹ انتشار مجله متوقف شد و مجموعه ناتمام باقی ماند.

## داستان
در آینده‌های دور، دولت شروع به انجام پروژه‌ای مخفی به نام «پروژه کلوور» نمود. هر کلوور با نماد و سطح قدرتی توسط شورایی متشکل از پنج ارشد، خالکوبی می‌شدند. سو (به ژاپنی: スウ Sū) چهارمین برگ کلوور، و تنها کسی که تا کنون با این شماره وجود داشت. ران سومین برگ و یکی از دو تا است. گینگتسو دومین برگ و اوروها برگ اول بود. کلوورها کودکانی با نیروهای ویژه بودند که در این دنیای آینده‌گر، دولت مجبور بود آن‌ها را کنترل کند. در میان کلوورها، سو به دلیل اینکه با انسان‌های دیگر تماس برقرار نکند، زندانی شد. او که از بقیه انسان‌ها به دور شده بود، به عنوان تنها آرزویش درخواست بازدید از «پارک پری‌ها» را کرد. در این میان کازوهیکو، سرباز سابق ارتش مجبور شد مأموریت انتقال و محافظت از سو به پارک پری‌ها را به عهده بگیرد. بعدها مشخص می‌شود کازوهیکو و سو از طریق عشق سابق و مرحوم کازوهیکو، اوروها با یکدیگر مرتبط هستند.